# Lepthyphantes ultimus
Lepthyphantes ultimus är en spindelart som beskrevs av Andrei V. Tanasevitch 1989. Lepthyphantes ultimus ingår i släktet Lepthyphantes och familjen täckvävarspindlar. Inga underarter finns listade i Catalogue of Life.